# بینوایان (فیلم ۲۰۱۲)
بینوایان (به فرانسوی: Les Misérables) فیلم موزیکال درام بریتانیایی تهیه شده توسط کمپانی ورکینگ تایتل فیلمز و توزیع شده توسط یونیورسال استودیوز است. این فیلم بر اساس تئاتر موزیکالی با همین نام می‌باشد که آن نیز برگرفته از رمان مشهور بینوایان در سال ۱۸۶۲ اثر نویسنده فرانسوی، ویکتور هوگو است.

## بازیگران
- هیو جکمن در نقش ژان والژان
- راسل کرو در نقش بازرس ژاور
- ان هتوی در نقش فانتین
- ایزابل آلن در نقش کوزت (کودکی)
- آماندا سایفرد در نقش کوزت
- ادی ردمین در نقش ماریوس
- سمنتا بارکس در نقش اپونین
- هلنا بونهام کارتر در نقش مادام تناردیه
- ساشا بارون کوهن در نقش تناردیه
- دنیل هاتلستون در نقش گاوروش
- کلم ویلکینسون در نقش اُسقف میریل
- اندی بک‌ویت
- استیون تیت
- هانا وادینگهام
- جان وارنابی
- پل تورنلی
- اندرو هاویل
- شارلوت اسپنسر
- برتی کارول

## جوایز و افتخارات
در سال ۲۰۱۳، این فیلم در ۸ رشته (بهترین فیلم، بهترین بازیگر نقش اول مرد، بهترین بازیگر نقش مکمل زن، بهترین کارگردانی هنری، بهترین طراحی لباس، بهترین گریم، بهترین ترانهٔ غیر اقتباسی و بهترین ترکیب صدا) نامزد دریافت جایزهٔ اسکار شد و در سه رشتهٔ بهترین بازیگر نقش مکمل زن، بهترین گریم و بهترین ترکیب صدا این جایزه را به دست آورد.